# Vallehermoso
Vallehermoso – gmina w Hiszpanii, w prowincji Santa Cruz de Tenerife, we wspólnocie autonomicznej Wysp Kanaryjskich, o powierzchni 109,32 km². W 2011 roku gmina liczyła 3116 mieszkańców.